# پیاستر هندوچین فرانسه
پیاستر هندوچین فرانسه (به انگلیسی: French Indochinese piastre) یکای پول رایج در کشور هندوچین فرانسه است. مسئولیت کنترل این یکای پول برعهدهٔ بانک هندوچین قرار دارد.